# Léon Berho
Pas d'image ? Cliquez ici

a Compétitions nationales et continentales officielles uniquement.

Léon Berho, né le 23 juillet 1933 à Ascain et mort le 7 octobre 2011 à Dax, est un joueur français de rugby à XV qui évolue au poste de talonneur. Il effectue la majeure partie de sa carrière au sein du club de l'US Dax.

## Biographie
Né le 23 juillet 1933 à Ascain, Léon Berho commence sa carrière sous le maillot du Peyrehorade sports avant de rejoindre la sous-préfecture du département en 1956. Remplaçant lors de sa première saison, il obtient le poste de talonneur titulaire au bout de la seconde. Il fait partie, entre les piliers gauche et droit Jean Bachelé et André Berilhe, de la première ligne dacquoise des Trois B. S'il remporte trois fois le Challenge Yves du Manoir, son palmarès reste vierge de tout Bouclier de Brennus, disputant trois finales sous les couleurs dacquoises en 1961, 1963 et 1966. Cette dernière finale contre le SU Agen, ponctuée de nombreuses brutalités et se déroulant sous des conditions climatiques exécrables, voit la sortie de Berho sur KO lors d'une altercation. Plus tard, les instances de la Fédération française de rugby décident de suspendre à vie trois des protagonistes de la rencontre, parmi lesquels Léon Berho. Cette punition est néanmoins levée au terme de quelques mois. Au cours de sa carrière, il enregistre quelques sélections dans la réserve de l'équipe de France.
À l'issue de cette carrière de joueur, il reste intégré au sein de la famille de l'US Dax et se reconvertit au poste d'entraîneur, tout d'abord en tant qu'éducateur pour l'école de rugby du club, puis en tant qu'entraîneur de l'équipe fanion aux côtés de Henri Wilhems de 1981 à 1983, et de Claude Dufau de 1986 à 1988,.
Il meurt le 7 octobre 2011 à Dax, à l'âge de 79 ans,,.

## Palmarès
- Championnat de France de première division :
  - Vice-champion (3) : 1961, 1963 et 1966.
- Challenge Yves du Manoir :
  - Vainqueur (3) : 1957, 1959 et 1969.